# Eupithecia cuprearia
Eupithecia cuprearia är en fjärilsart som beskrevs av Jones 1921. Eupithecia cuprearia ingår i släktet Eupithecia och familjen mätare. Inga underarter finns listade i Catalogue of Life.